# Чертеж (Вологодская область)
Чертеж — деревня в Вашкинском районе Вологодской области.
Входит в состав Киснемского сельского поселения, с точки зрения административно-территориального деления — в Киснемский сельсовет.
Расстояние по автодороге до районного центра Липина Бора — 19 км, до центра муниципального образования села Троицкое — 5 км. Ближайшие населённые пункты — Гаврилово-2, Грикшино, Данькино, Киуй, Мякишево, Поздино, Сухарево.
По переписи 2002 года население — 40 человек (19 мужчин, 21 женщина). Всё население — русские.